# 馬里霍姆島
60°45′S 45°42′W / 60.750°S 45.700°W
馬里霍姆島（英語：Mariholm），是南極洲的島嶼，處於莫伊島以南0.6公里，屬於南奧克尼群島的一部分，由挪威捕鯨者命名，現時由南極條約體系管理。